# Concejo municipal
El concejo municipal es, habitualmente, el órgano  que compone, junto al alcalde, el ayuntamiento municipal o alcaldía.

## Regulación por país

### Chile

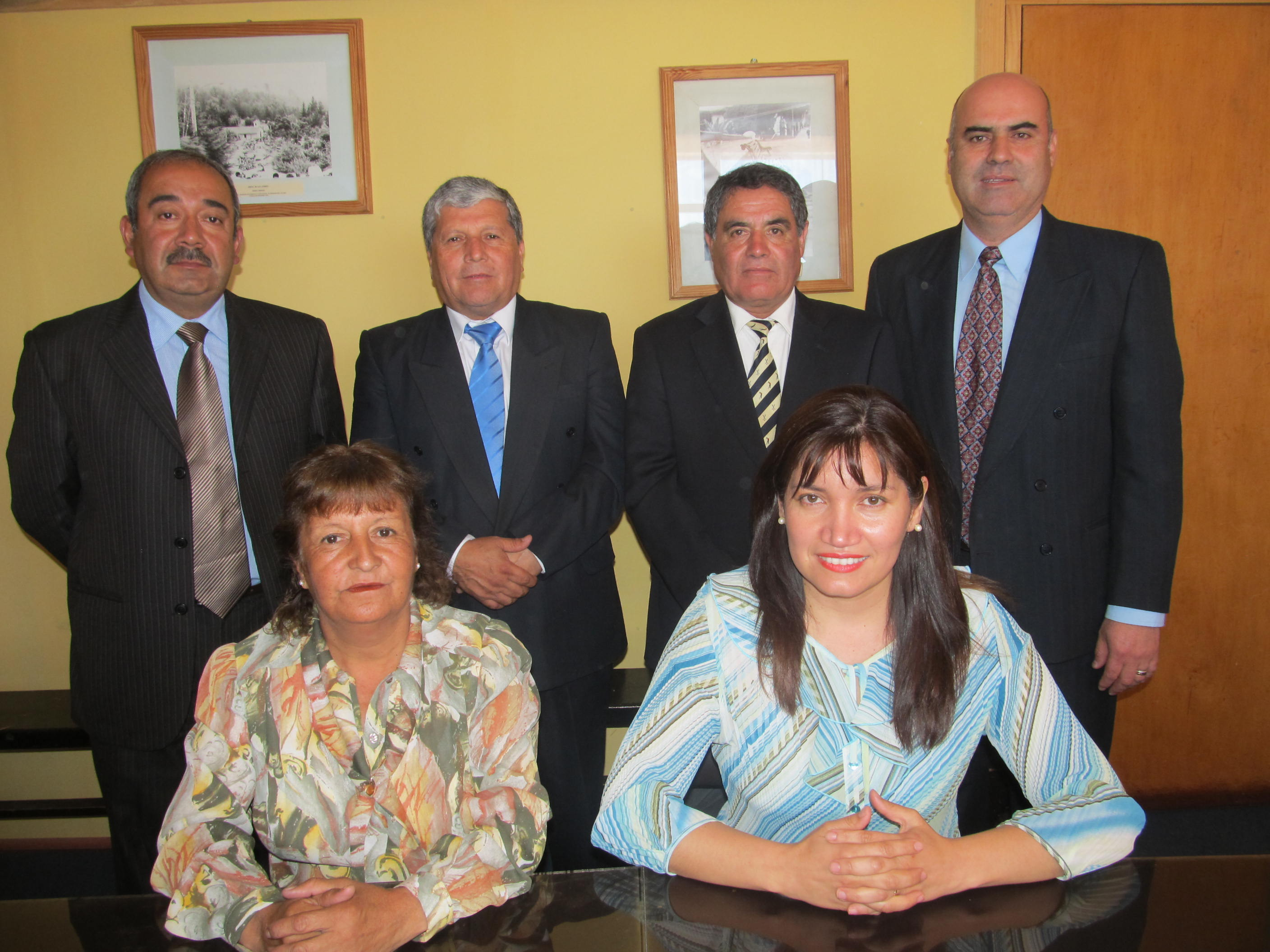
Concejo municipal de la comuna de Pichilemu, en el período 2012-2016.

En las municipalidades de Chile, el concejo es una institución de carácter normativo, resolutivo y fiscalizador, encargada de hacer efectiva la participación de la comunidad local y de ejercer las atribuciones que señala la ley. El concejo municipal está encabezado por el alcalde y su municipio.
Los concejos están integrados por concejales elegidos por votación directa mediante un sistema de representación proporcional (utilizando el método D'Hondt). Duran cuatro años en sus cargos y pueden ser reelegidos. El concejo municipal está compuesto de 6, 8 o 10 concejales, de acuerdo a la cantidad total de votantes registrados en la comuna.

### Colombia
En Colombia existe un Concejo por cada municipio y distrito. Esta corporación político-administrativa elegida popularmente para períodos de cuatro (4) años; integrado por no menos de 7, ni más de 21 miembros según lo determine la ley de acuerdo con la población respectiva.
Los Concejos son la suprema autoridad política del municipio o distrito. En materia administrativa sus atribuciones son de carácter normativo (como aprobar los proyectos de los alcaldes). También le corresponde vigilar y hacer control político a la administración municipal o distrital. Se regulan por los reglamentos internos de la corporación en el marco de la Constitución Política Colombiana (artículo 313) y las leyes, en especial la Ley 136 de 1994 y la Ley 1551 de 2012. 
| Reglamentar:                 | - Funciones y prestación de servicio en los municipios del país. - Controlar, preservar y defender el patrimonio ecológico y cultural del municipio. - Uso de suelo.                                                                |
| Autorizar:                   | - Al alcalde para que celebre debidamente contratos. - El ejercicio de funciones por un periodo de tiempo del concejo. |
| Presupuestar:                | - Establecer o dictar normas sobre el presupuesto. - Expedir el presupuesto anual. - Adoptar tributos y gastos locales. - Adoptar planes y programas en los que se establezcan el desarrollo económico, social y de obras públicas. |
| Organizar la administración: | - Determinar la estructura de la administración municipal. - Organizar las contralorías. - Decretar funciones y escalas de remuneración.                                                                                            |
| Elegir:                      | - Al personero municipal. - Al contralor municipal. |
| Vigilar:                     | - Todas las actividades relacionadas con la construcción y enajenación de inmuebles, especialmente los de vivienda. |
| Controlar políticamente:     | - Ejercer un control político sobre la actual administración. - Citar o requerir a los distintos secretarios del despacho. - Proponer moción de censura a los secretarios del despacho del alcalde, cuando sea necesario.           |

### El Salvador
Desde 2015, los concejos se componen de alcalde, síndico, y un número de regidores que varía entre seis y catorce, según el censo; empero, se suele usar el término concejales al referirse genéricamente a los miembros del concejo.

### Perú
El Concejo Municipal es el máximo órgano de gobierno de la Municipalidad Distrital. Está integrado por el alcalde, quien lo preside, y los Regidores, que tienen potestad para ejercer sus funciones de conformidad a la Constitución Política del Perú y a la Ley Orgánica de Municipios, su Reglamento Interno de Consejo (RIC) y demás disposiciones legales vigentes, porque el alcalde cumple y hace cumplir lo que aprueba el concejo...

### Venezuela
En Venezuela el Concejo Municipal es la entidad legislativa de los municipios autónomos. Emite acuerdos obligatorios en su jurisdicción, que se llaman ordenanzas. Regulan y controlan las actividades de los otros entes municipales. Nombra al contralor municipal. También, en muchos casos, deben ratificar decisiones del alcalde para que éstas puedan tener validez. 
Los integrantes del Concejo Municipal se llaman concejales y cuando están reunidos en sesiones válidas se denomina Cámara Municipal. Cada Concejal tiene derecho a escoger su personal, según lo que dispongan en sesión de Cámara y ajustados al Presupuesto Municipal. El número de concejales depende de la población, hasta quince mil habitantes se eligen cinco concejales. Son cargos de elección popular, directa y secreta y duran cuatro años en sus funciones, pudiendo ser reelegidos.
La institución del Concejo Municipal, ayuntamiento o cabildo es de mucha importancia en Venezuela. Incluso, fue un Concejo Municipal, el de Caracas, que en 1810, dio el primer paso para la Independencia de Venezuela, lo cual a su vez fue el primer paso para la Independencia de Sudamérica.

### España

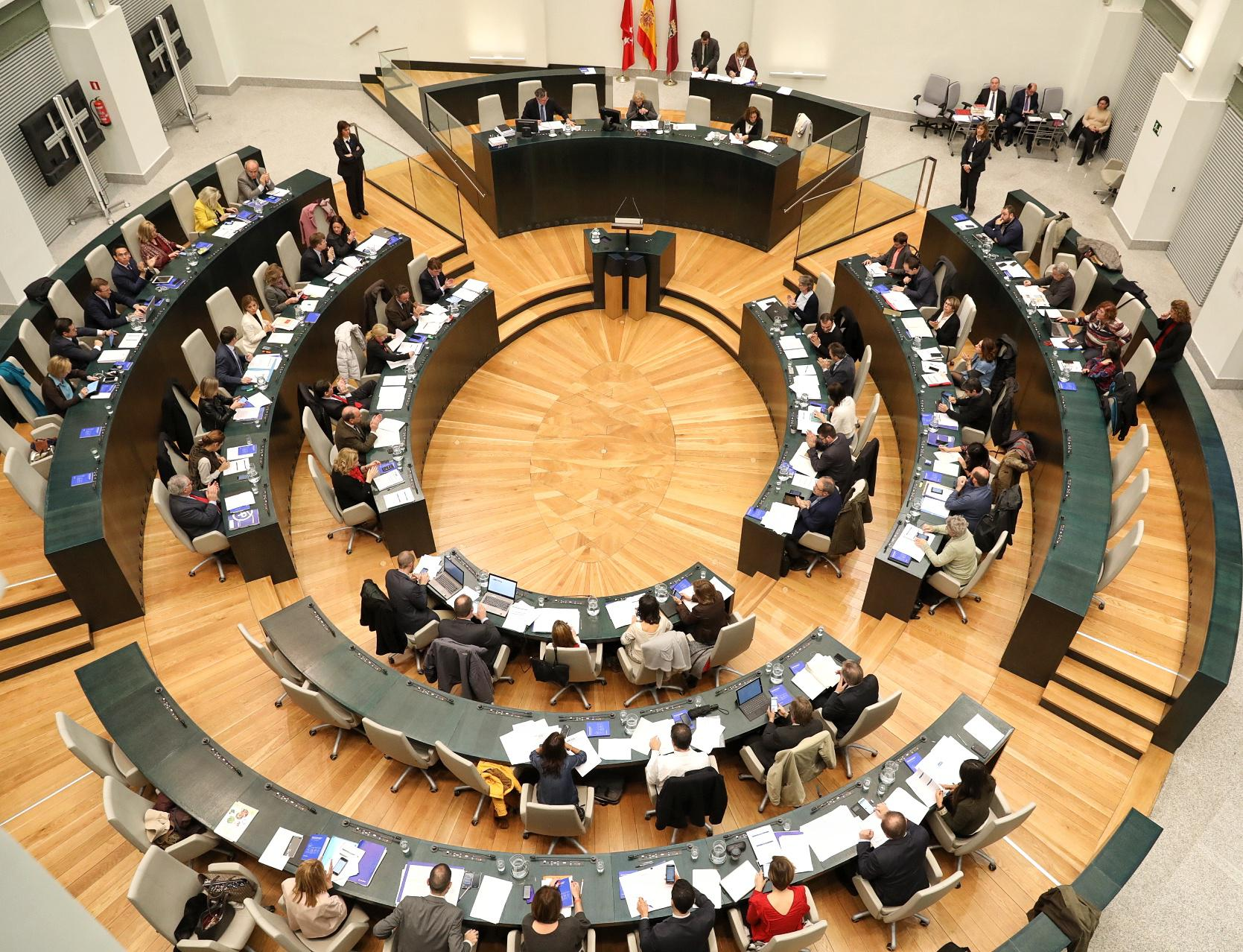
Pleno del Ayuntamiento de Madrid, capital de España, 2017

Los plenos municipales en España están presididos por el alcalde y compuestos por todos los concejales que consiguieron representación indirecta en las elecciones municipales, tal y como establece la Ley 7/1985, de 2 de abril, Reguladora de las Bases del Régimen Local.